# 寺山南山古墳
寺山南山古墳（てらやまみなみやまこふん）は、大阪府堺市西区上野芝町にある古墳。形状は方墳（長方形墳）。百舌鳥古墳群を構成する古墳の1つ。国の史跡に指定され（史跡「百舌鳥古墳群」のうち）、ユネスコの世界文化遺産に登録されている（「百舌鳥・古市古墳群」のうち）。

## 概要

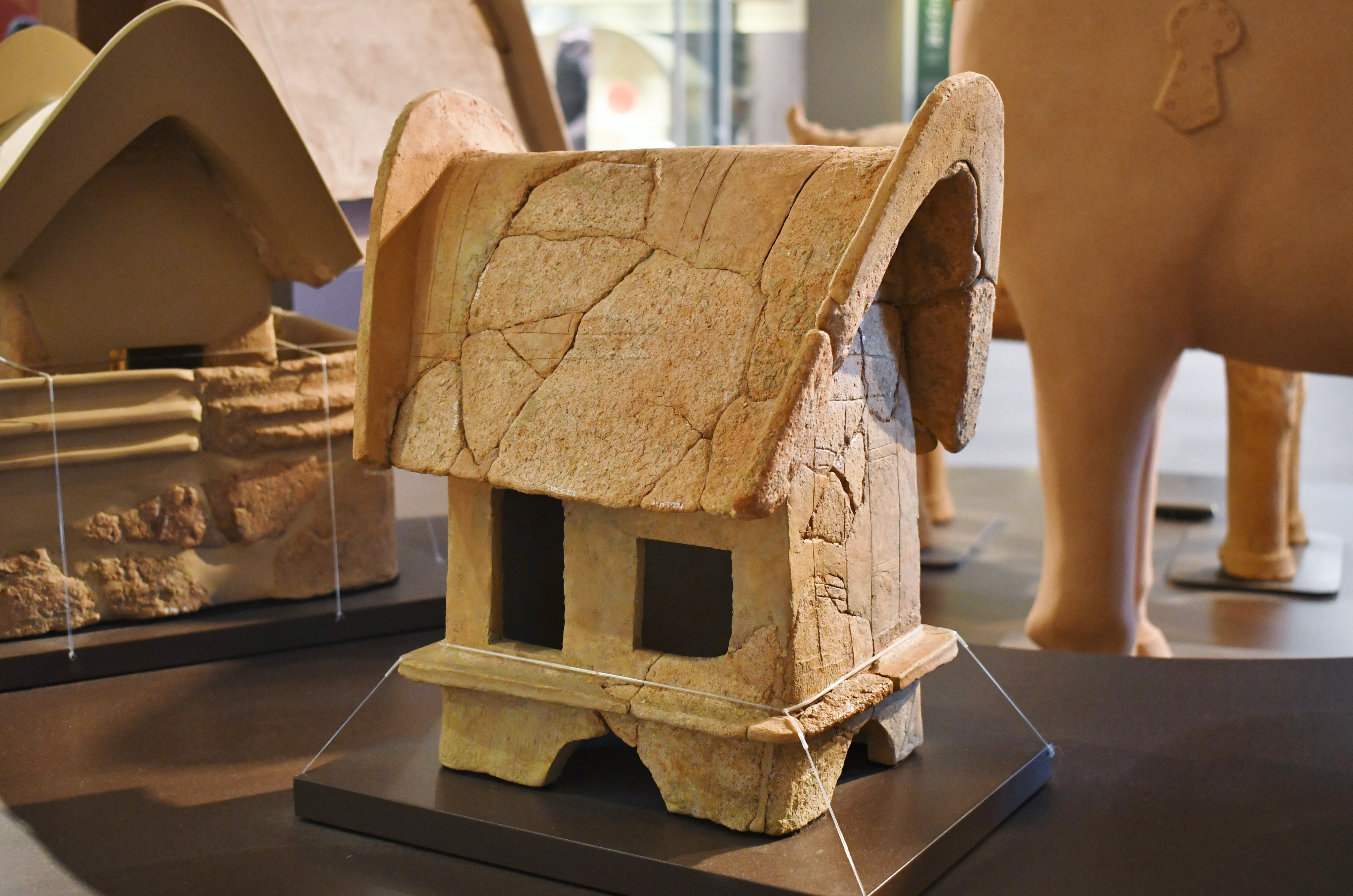
家形埴輪堺市博物館展示。

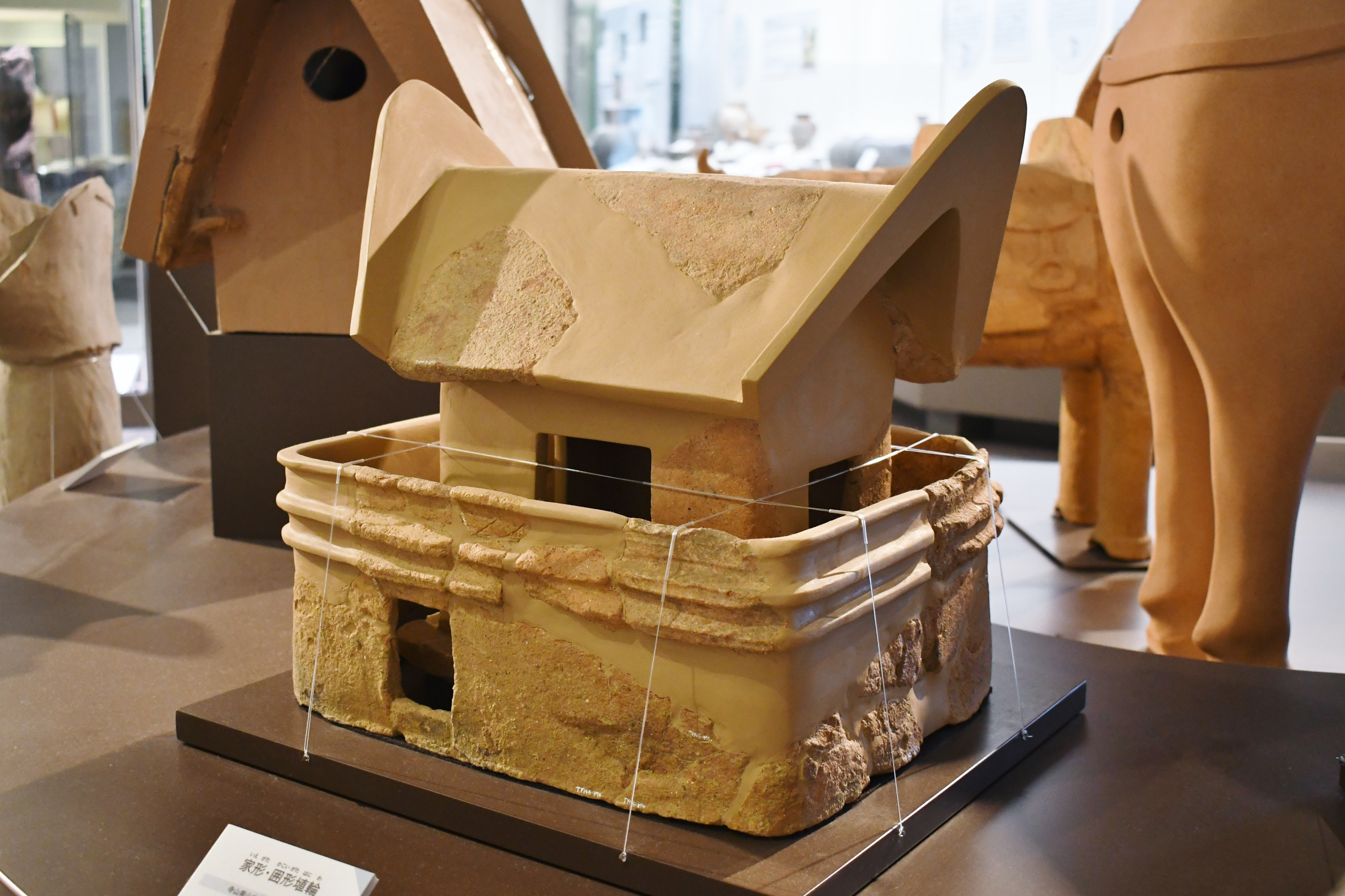
囲形埴輪堺市博物館展示。

ミサンザイ古墳（履中天皇陵）後円部北東側の外濠に接して築造された古墳である。墳丘上に宅地が建設されて改変されているほか、1999年度（平成11年度）以降に発掘調査・地中レーダー探査が実施されている。
墳形は方形（長方形）で、長辺44.7メートル・短辺39.2メートル・高さ4.7メートルを測る。墳丘は2段築成。墳丘外表には葺石・円筒埴輪列が認められるほか、最古級の須恵器が採集されている。墳丘南東側には長辺9.9メートル・短辺3.4メートルの造出を有し、付近から埴輪列とともに家形埴輪・囲形埴輪が出土している。また墳丘周囲には幅6-8.5メートルの周濠が巡らされており、周濠の一部はミサンザイ古墳と共有する。埋葬施設・副葬品は詳らかでない。
築造時期は、古墳時代中期の5世紀初頭頃と推定される。百舌鳥古墳群では数少ない方墳の1つであり、ミサンザイ古墳と周濠が重なることから、ミサンザイ古墳と密接な関わりを持つ古墳（陪塚）と想定される。
古墳域は2014年（平成26年）に国の史跡に指定されている（史跡「百舌鳥古墳群」のうち）。

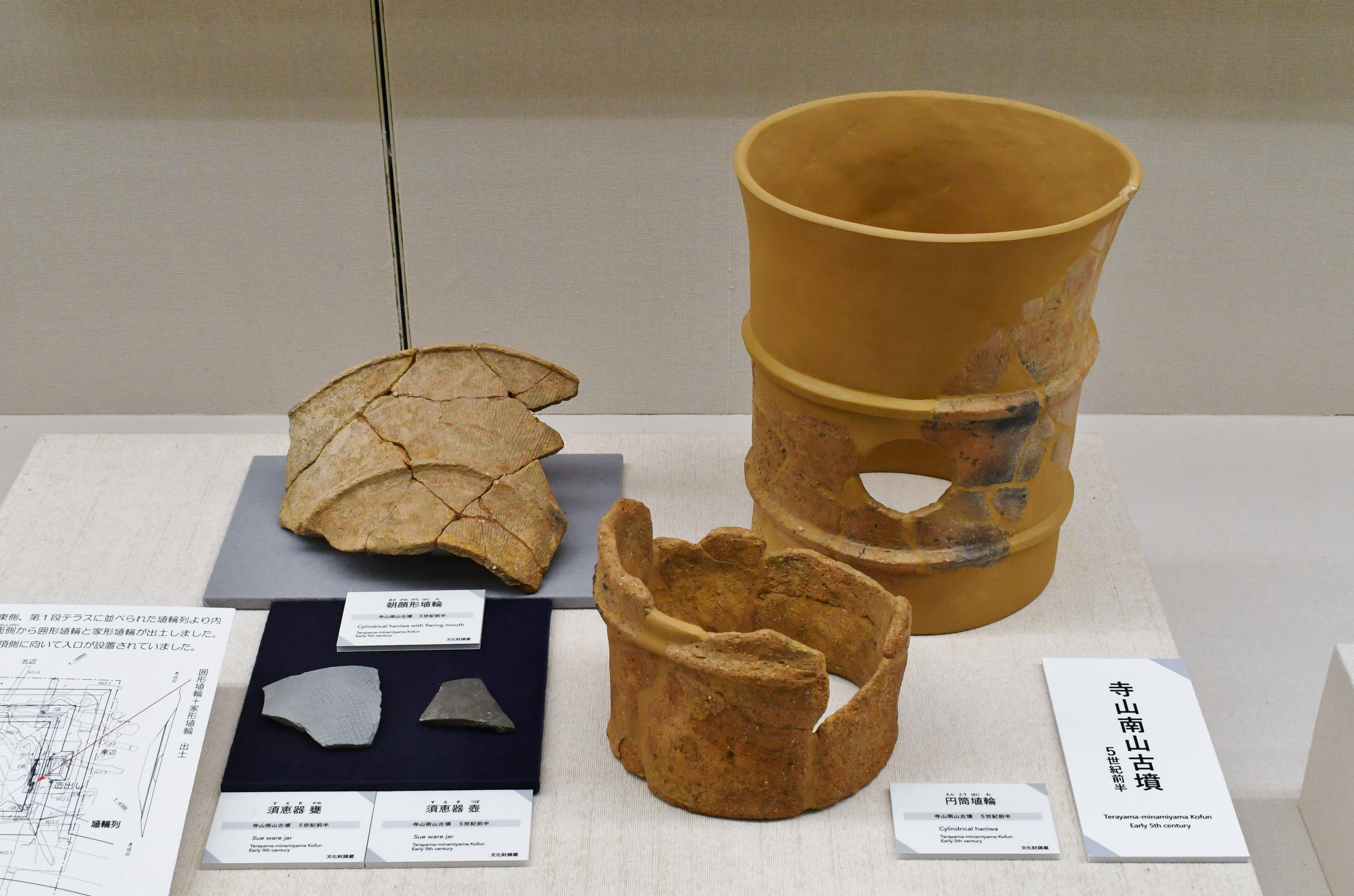
円筒埴輪・朝顔形埴輪・須恵器片 堺市博物館展示。

## 遺跡歴
- 1926年（大正15年）、測量図の報告（当時には方墳と認識）[3]。
- 1961年（昭和36年）、墳丘上に宅地の建設[3]。
- 1999年度（平成11年度）、発掘調査（堺市教育委員会）。
- 2000年度（平成12年度）、発掘調査：TYM-2地点（堺市教育委員会、2002年に報告）。
- 2008年度（平成20年度）、発掘調査：TYM-3地点（堺市教育委員会、2010年に報告）。
- 2010年度（平成22年度）、地中レーダー探査、発掘調査：TYM-4地点（堺市教育委員会、2012年に報告）。
- 2014年（平成26年）3月18日、既指定の古墳7基を統合し、寺山南山古墳含む古墳10基を追加指定して、指定名称を「百舌鳥古墳群」に変更[1]。
- 2017年度（平成29年度）、発掘調査：TYM-5地点（堺市教育委員会、2018年に報告）。
- 2019年（令和元年）7月6日、ユネスコの世界文化遺産に登録（「百舌鳥・古市古墳群」のうち）。

## 関連施設
- 堺市博物館（堺市堺区百舌鳥夕雲町） - 寺山南山古墳の出土品を保管・展示。

## 関連文献
（記事執筆に使用していない関連文献）
- 「寺山南山古墳 TYM-2地点」『平成13年度 国庫補助事業発掘調査報告書』堺市教育委員会、2002年。
- 「寺山南山古墳 TYM-3地点」『百舌鳥古墳群の調査3』堺市教育委員会、2010年。
- 「寺山南山古墳 TYM-4地点」『百舌鳥古墳群の調査6』堺市教育委員会、2012年。
- 『百舌鳥古墳群の調査12 -寺山南山古墳（TYM-5）発掘調査報告書-』堺市教育委員会、2018年。